# Nhót tây
Nhót tây, tỳ bà, sơn tra Nhật Bản hay lô quất (danh pháp hai phần: Eriobotrya japonica) là một loài cây mộc, cho trái ăn được thuộc họ Rosaceae. Bản địa của cây nhót tây là miền Hoa Nam nhưng đã được trồng hơn 1.000 năm ở Nhật Bản nên tên khoa học nhắc đến nguồn gốc japonica.

## Mô tả
Thân cây nhót tây ngắn, lại nhiều cành nên có dạng lùm cây to, cao đến 10 m nhưng thông thường chỉ khoảng 3–4 m.
Lá mọc so le, màu lục thẫm, cứng và dày. Viền lá có răng cưa. Mặt lá có lông, sờ thấy ráp. Lá non rậm lông tơ. 

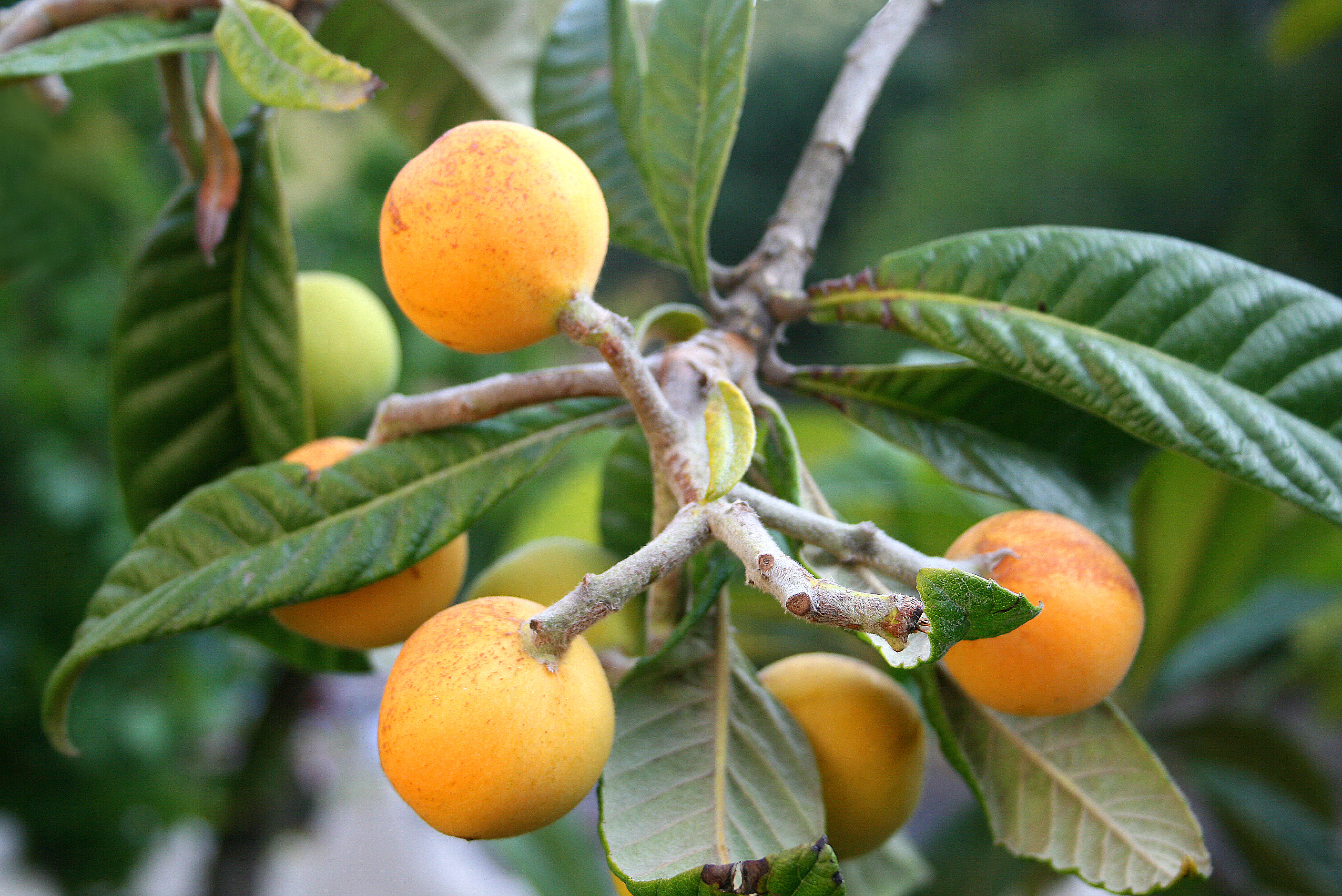
Cành nhót tây

Hoa nhót tây màu trắng, đường kính khoảng 2 cm; mỗi hoa có năm cánh, mọc thành chùm từ 3 đến 10 hoa. Hoa có mùi thơm ngọt ngào, từ xa có thể ngửi thấy.

## Tập tính
Cây nhót tây có đặc điểm là ra hoa vào mùa thu sang đầu mùa đông khi các cây cỏ khác bắt đầu tàn; trái bắt đầu chín vào cuối đông sang mùa xuân.
Trái nhót tây mọc thành chùm. Mỗi trái dạng tròn hay hình trứng khoảng 3–5 cm. Vỏ trái màu vàng, cam hoặc có khi phớt hồng. Thịt màu trắng, vàng hay cam, mọng nước, vị ngọt hoặc hơi chua tùy theo giống. Mỗi trái có 5 múi, khi chín có thể có 5 hột.

## Hình ảnh

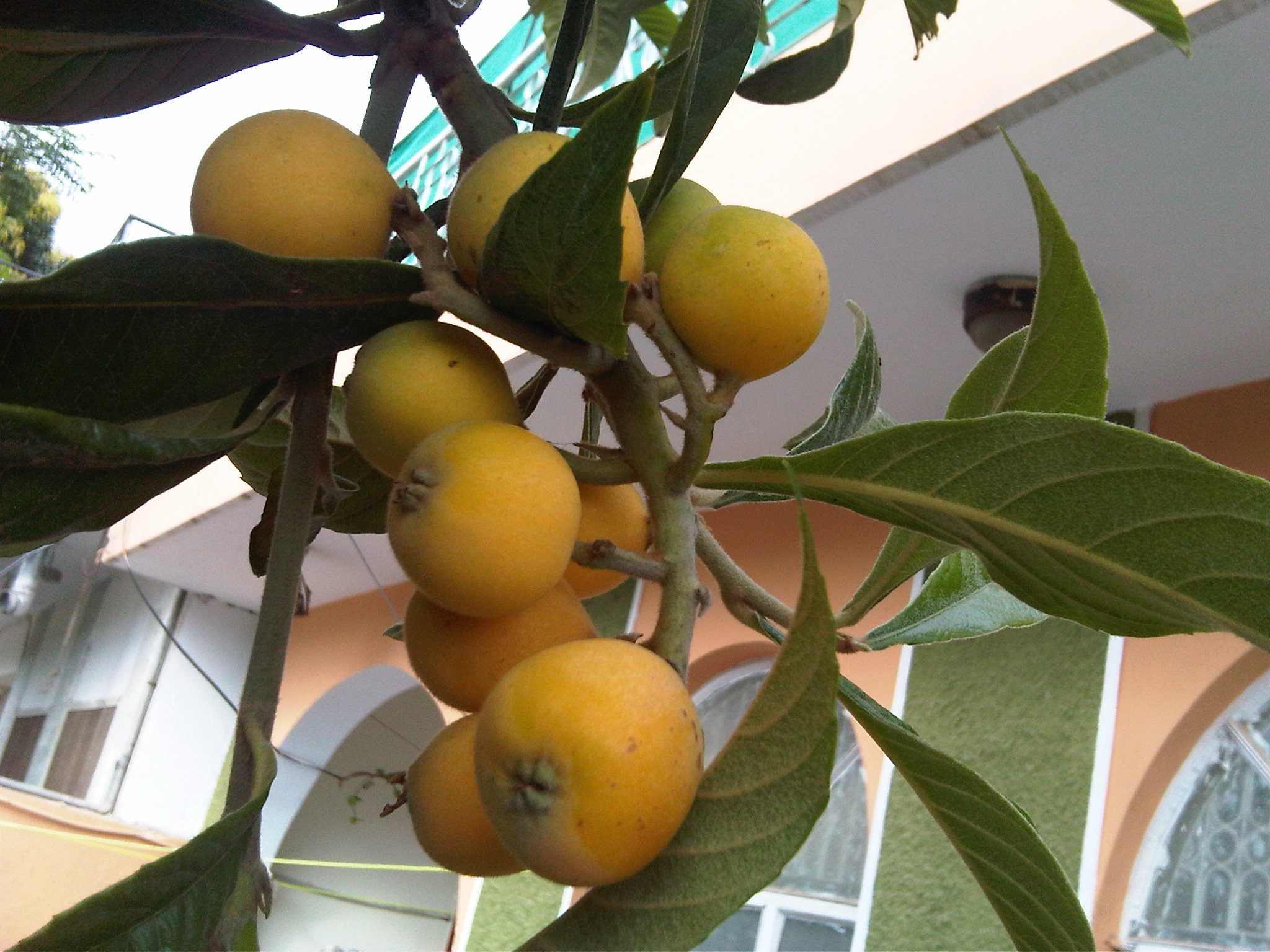
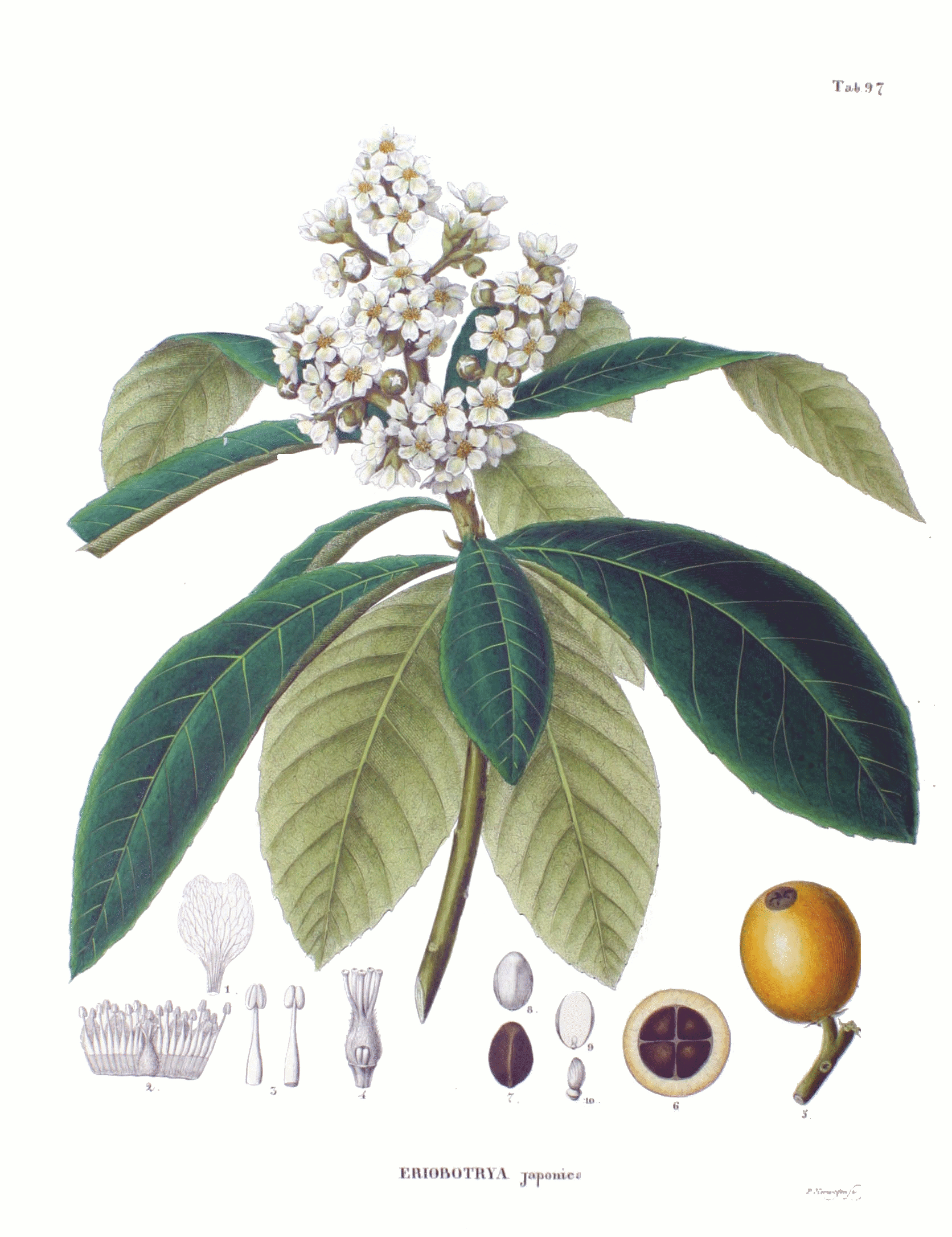
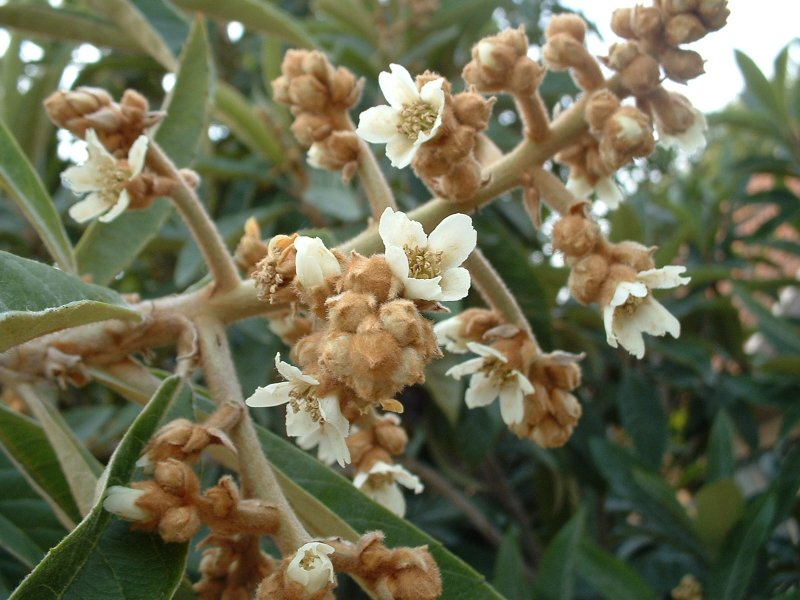
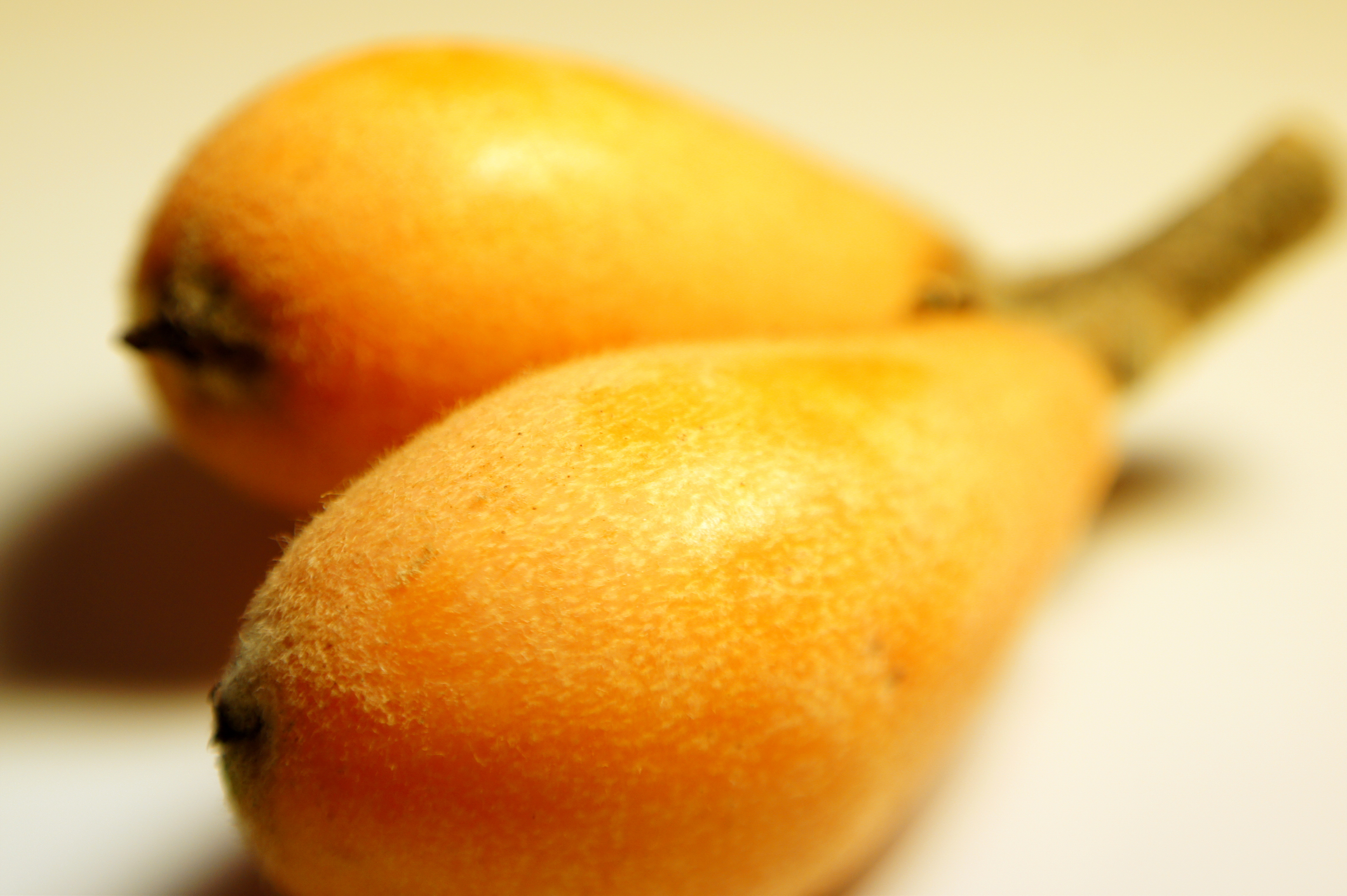